# Willa przy ul. Grudzieniec 8 w Poznaniu

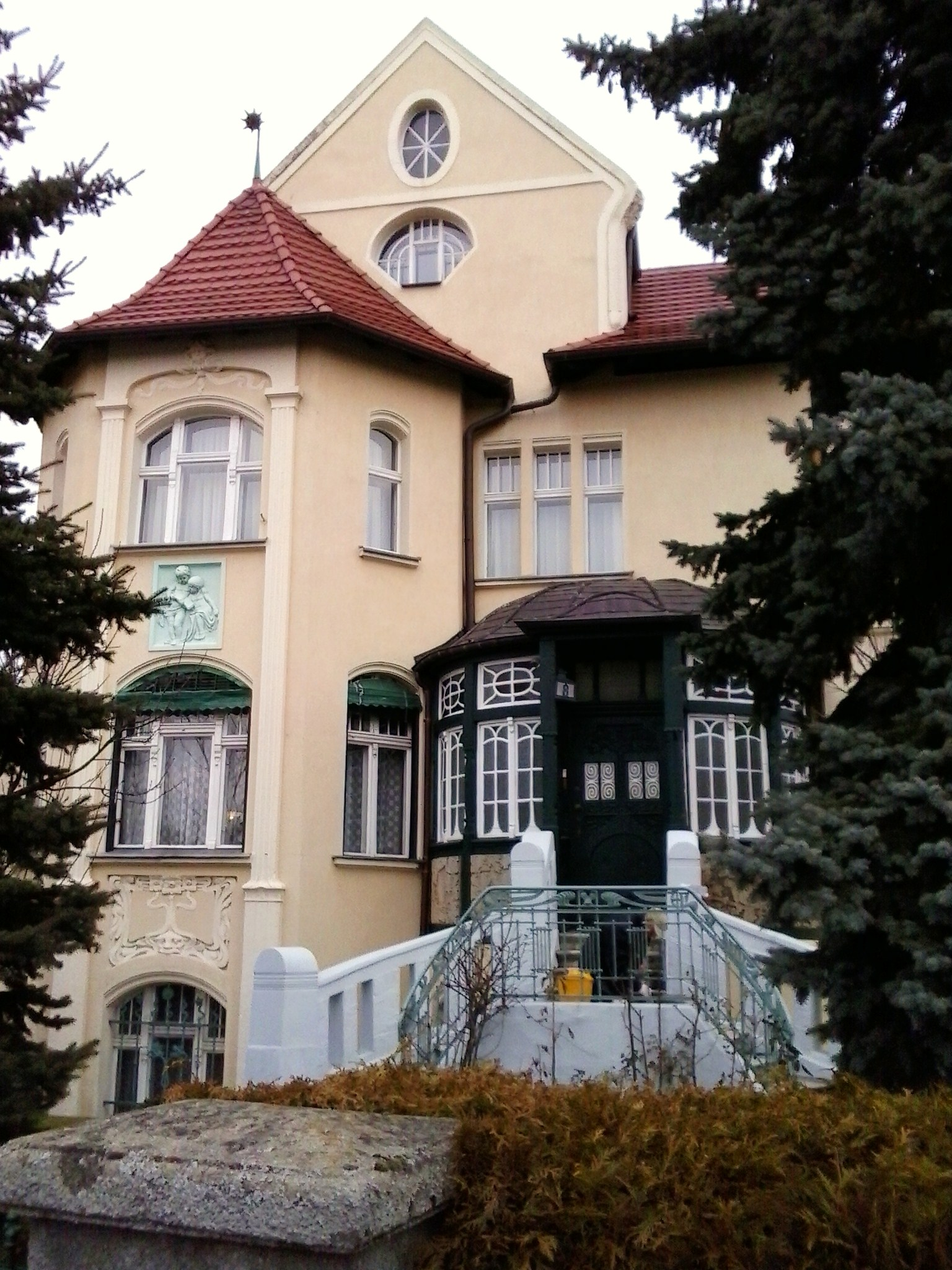
Widok ogólny

Willa przy ul. Grudzieniec 8 – zabytkowa willa zlokalizowana w Poznaniu, na Sołaczu, przy ul. Grudzieniec 8.
Willa powstała w 1905, przed włączeniem Sołacza do Poznania (1908) i przed parcelacją z przeznaczeniem na kolonię willową zaprojektowaną przez Josepha Stübbena. Obiekt został zrealizowany dla budowniczego Waltera Czygana. Sztukaterię wykonał Sante Zanetti. Według Piotra Korduby z Instytutu Historii Sztuki UAM budynek stanowi najlepszy w Poznaniu przykład secesji w budownictwie jednorodzinnym - elewacja prezentuje bardzo bogaty zestaw dekoracji: pomarańczy, gałązek, liści i owoców. Kondygnacje miały zaplanowane funkcje: na parterze znajdowały się pokoje gościnne, gabinet, jadalnia i salon, na piętrze sypialnie i pokój naukowy, w przyziemiu kuchnia, pokoje dla pokojówek, kucharek i niań. Osobny budynek w ogrodzie mieścił mieszkanie ogrodnika, wozownię i stajnię, w okresie międzywojennym zamienioną na garaż. Willa zmieniała właścicieli dość często. W 1935 zakupił ją Wiktor Czysz - pionier skautingu w Wielkopolsce, handlowiec skórami, powstaniec wielkopolski i radny Poznania. Obiekt należy do spadkobierców Czysza. Pozostali właściciele willi to:
- Heinz Hoffmeyer - właściciel Złotnik (od 1909),
- Kazimierz Jarociński - hurtownik tekstylny (od lat 20. XX wieku).

Budynek ochronił przed rozbiórką w latach 70. XX wieku Feliks Maria Nowowiejski, syn kompozytora Feliksa Nowowiejskiego, który mieszkał w pobliżu. Planowano tu szeroką arterię komunikacyjną.
W pobliżu znajdują się: Salon Muzyczny-Muzeum Feliksa Nowowiejskiego, osiedle przy ul. Nad Wierzbakiem, estakada PST nad Bogdanką, park Adama Wodziczki i nietypowa ulica Klin.